# Mistr Třeboňského oltáře
Anonymní Mistr třeboňského oltáře (činný v Čechách mezi roky 1370 a 1390), zvaný též Třeboňský mistr či Mistr třeboňský, působil na dvoře císaře Karla IV. a jeho syna Václava IV. Byl jednou z nejvýznamnějších malířských osobností v evropském umění poslední čtvrtiny 14. století. Vytvořil základ pro českou variantu krásného slohu v rámci mezinárodní gotiky.

## Uváděné životopisné údaje
Datum malířova narození není známo a jen hypoteticky může být vloženo mezi roky 1330 a 1340. Nejednotnost existuje i v místě malířova narození, které je někdy kladeno do franko-vlámské oblasti, zatímco jiní historici umění uvažují o tom, že vyrostl v českém prostředí a do této oblasti cestoval až jako tovaryš. Byl také učiněn pokus ztotožnit Třeboňského mistra s třeboňským kanovníkem a malířem Michalem, který je zmiňován v listině z 26. června 1404 určené pro augustiniánský klášter v Třeboni. Profesor Jan Royt, náš přední znalec díla Mistra třeboňského oltáře, v této souvislosti konstatoval, že se sám odklonil od názoru, že Třeboňský mistr přišel do Čech z ciziny. Nakonec za pravděpodobnější považuje teorii Alberta Kutala, že Mistr třeboňského oltáře byl spolupracovníkem Mistra Theodorika a spolupodílel se na výzdobě hradu Karlštejn. Současně prof. Royt ve své knize odkazuje na závěry Jaromíra Homolky, historika umění na Filozofické fakultě UK v Praze, který považoval část výzdoby ve výklenku karlštejnské kaple sv. Kříže za rané dílo Třeboňského mistra. Současně se domníval, že autor karlštejnského Lucemburského rodokmene pocházel z Brabantska, čímž by bylo možné alespoň částečně vysvětlit Mistrovo franko-vlámské poučení. Malířská tvorba Mistra třeboňského doložitelně vrcholí mezi roky 1375 a 1385, kdy spolu s dílnou namaloval retábl pro třeboňský kostel sv. Jiljí při klášteře kanovníků sv. Augustina, založený Rožmberky v roce 1367. S třeboňským klášterem lze téměř s jistotou spojit tři do současnosti dochované smrkové desky potažené plátnem, na kterých jsou na vnějších stranách vyobrazeny pašijové výjevy s hierarchiemi světců a světic na jejich vnitřních plochách. Desky, které jsou dnes vystaveny v Národní galerii v Praze, zobrazují následující výjevy: Kristus na Olivetské hoře (na vnitřní straně sv. Kateřina, sv. Máří Magdaléna a sv. Markéta), Zmrtvýchvstání Krista (na vnitřní straně sv. Jakub menší, sv. Bartoloměj a sv. Filip) a Kladení Krista do hrobu (na vnitřní straně sv. Jiljí, sv. Augustin a sv. Jeroným). Zrušením kláštera (1785) a jeho opuštění augustiniány v roce následujícím, lze spojovat s rozebráním původního retáblu Mistra třeboňského oltáře a s předáním jednotlivých desek do církevních objektů v okolí Třeboně. Proto byla rekonstrukce původní podoby retáblu dlouho považována za nemožnou. Teprve v roce 1967 publikoval historik umění Josef Cibulka svou představu o uspořádání zmíněných tří desek, spolu s nedochovanou čtvrtou deskou s hypotetickým Bičováním Krista, a to do dvou oltářních křídel s předpokládaným středovým Ukřižováním. Další snahy o rekonstrukci původní podoby oltáře, s předpokládaným umístěním v presbyteriu klášterního kostela sv. Jiljí v Třeboni, lze vysledovat v obou knihách nazvaných Mistr třeboňského oltáře (viz J. Royt, 2013 a A. Novák, 2022).

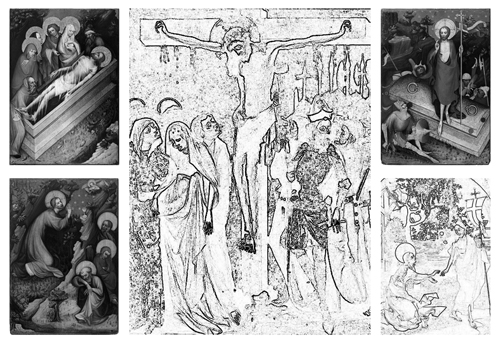
Třeboňský oltář (rekonstrukce II - otevřený oltář; autor J. Royt 2013, kresba J. Peroutková)

V uvedené knižní publikaci prof. Royt navrhuje tři možná uspořádání desek Třeboňského oltáře, které vycházejí z původní Cibulkovy představy, přičemž Roytovy návrhy se od sebe liší vyobrazením na středové desce. Zatímco 1. varianta otevřeného retáblu předpokládá dvě středové desky (horní s Ukřižováním a dolní s Nesením kříže) a chybějící 4. deska by mohla zobrazovat Noli mi tangere, 2. varianta má obdobné uspořádání, ale jen jednu středovou desku s vyobrazením Ukřižování s více postavami. Třetí varianta má na hypotetické střední desce vyobrazeny jen postavy Panny Marie a sv. Jana Evangelisty se dvěma letícími anděly, zatímco třetí je u nohou ukřižovaného Krista. Přitom platí, že obrazy s červeným pozadím reprezentují vnější strany desek, zlaté pozadí je pak typické pro vnitřní strany, což určuje otevřenou a zavřenou podobu Třeboňského oltáře. Autoři jednotlivých hypotetických podob Třeboňského oltáře umisťují výše zmíněné tři desky do jednoho retáblu s výjimkou historičky Evy Kolářové, která do rekonstrukce přibírá dvě další desky (Adorace Krista z Hluboké a Ukřižování ze Svaté Barbory u Třeboně), a dokládá možnou existenci dvou retáblů, přičemž jen desku s Kladením do hrobu umístila na hypotetický Třeboňský oltář. Desky Kristus na Olivetské hoře a Zmrtvýchvstání určila jako součást pozdějšího retáblu určeného pro poustevníky z Maidalény u Třeboně.

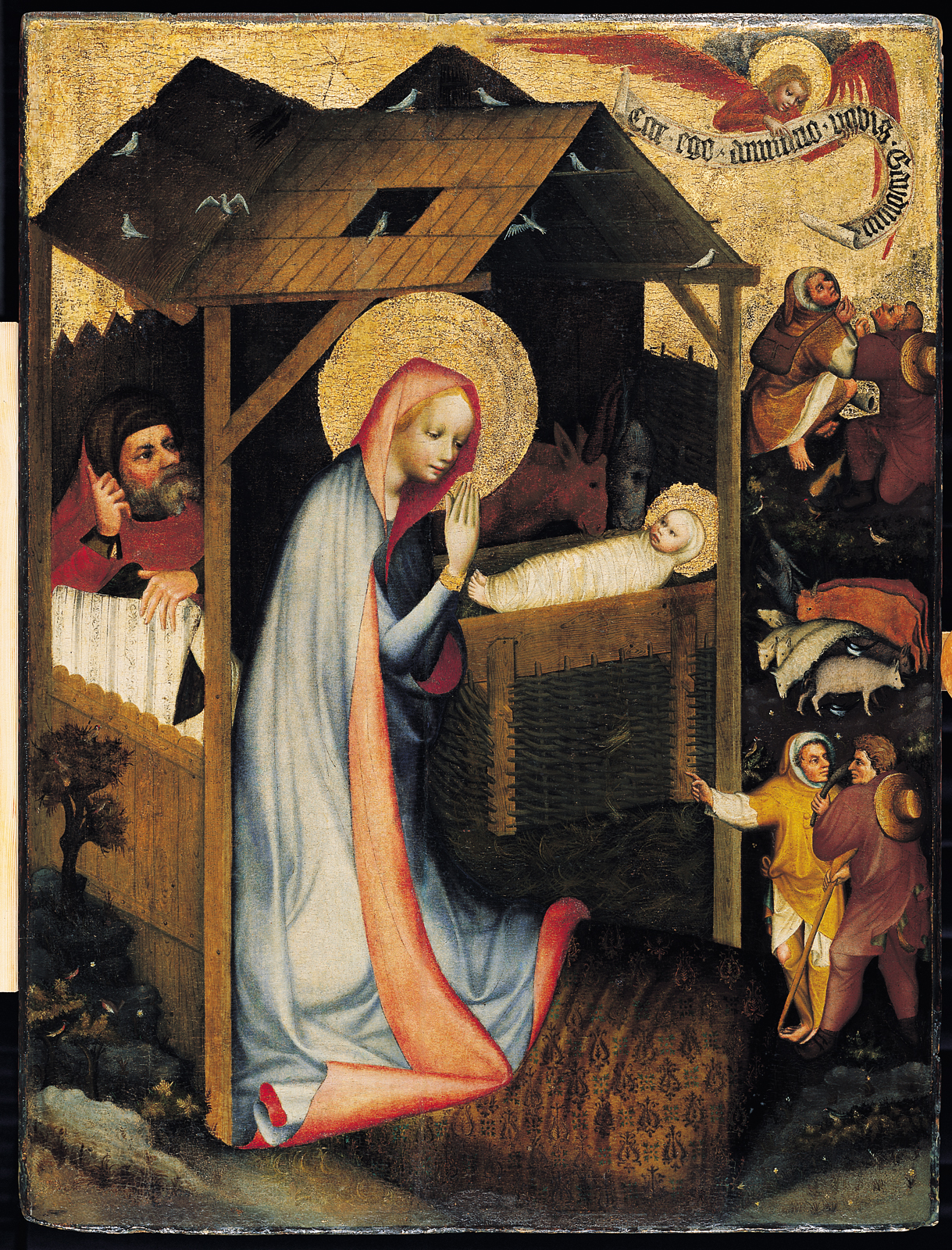
Adorace Krista (jednostranně temperou malovaná deska ze smrkového dřeva; 70. léta 14. století; Alšova jihočeská galerie v Hluboké nad Vltavou, ČR)

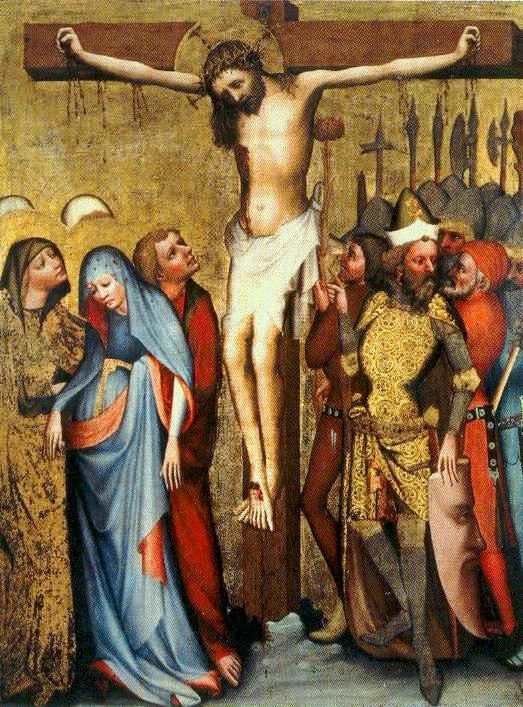
Ukřižování ze Svaté Barbory u Třeboně (jednostranně temperou malovaná deska ze smrkového dřeva; 70. léta 14. století nebo po 1380. Národní galerie v Praze, ČR)

Doc. Jiří Fajt, náš významný historik umění, datoval obě tyto jednostranné desky do konce 70. let 14. století. Dataci Třeboňského oltáře pak odsunul na dobu krátce po roce 1380. Současně uvedl, že deskové obrazy Madona roudnická a Madona Ara Coeli vznikly mezi roky 1385 a 1390, zatímco desku s Pannou Marií bolestnou datoval až k roku 1390.
Za práci některého z žáků Mistra třeboňského oltáře je považována deska s vyšebrodským Ukřižováním (po 1380) a deska s Trůnící Madonou mezi sv. Bartolomějem a sv. Markétou (tzv. Protivínská deska namalovaná kolem 1390). Obě desky mají k sobě velmi blízko a vzhledem k charakteru podkresby existuje názor, že Protivínskou desku a Ukřižování z Vyššího Brodu namaloval jeden a tentýž autor. Rozhodné Ježíškovo gesto na protivínské desce ukazuje na sv. Bartoloměje v souvislosti s možným zasvěcením oltáře.

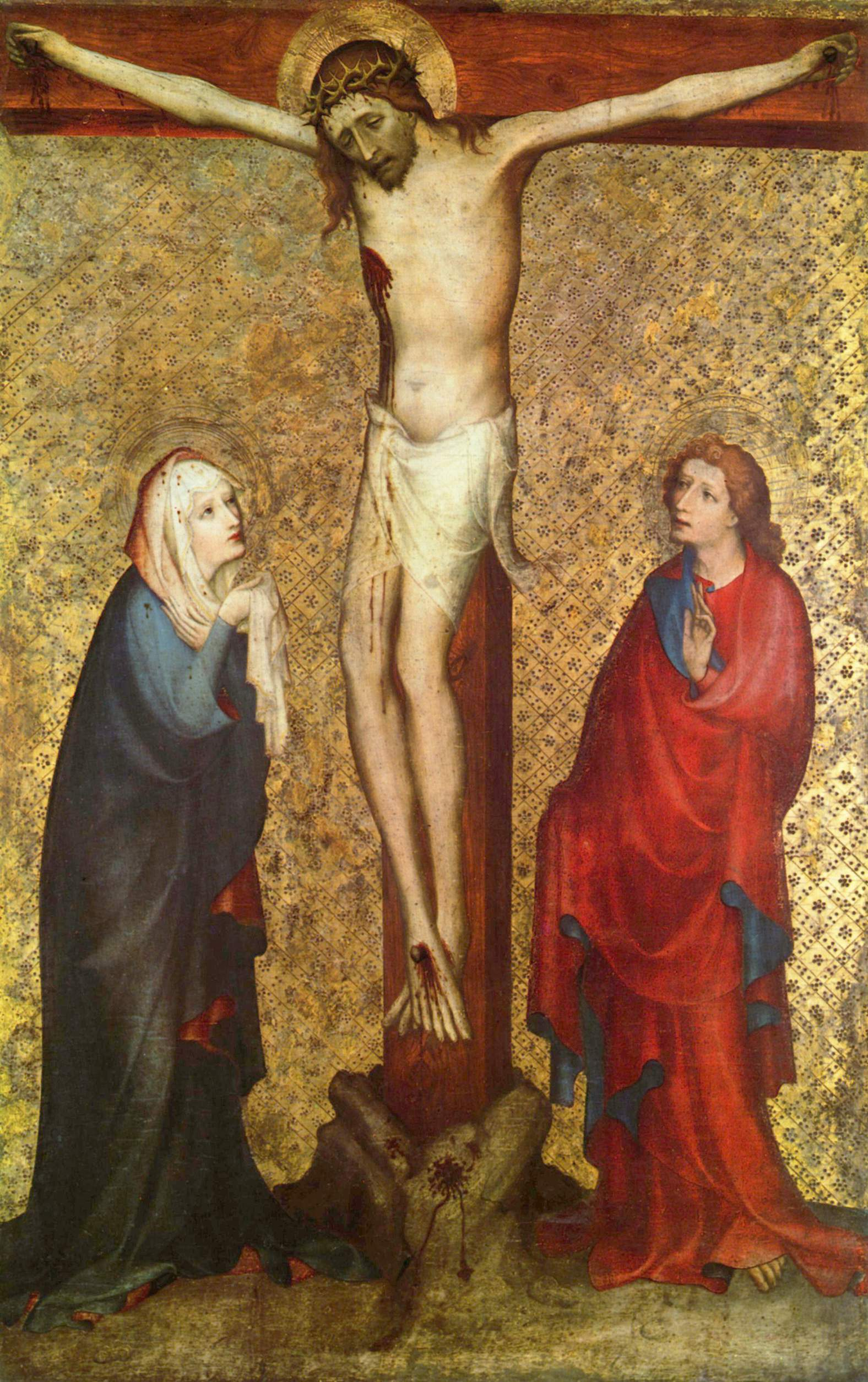
Triptych z Pähl (středná deska namalovaná asi 1400/10, Bayerisches Nationalmuseum, Mnichov, Německo

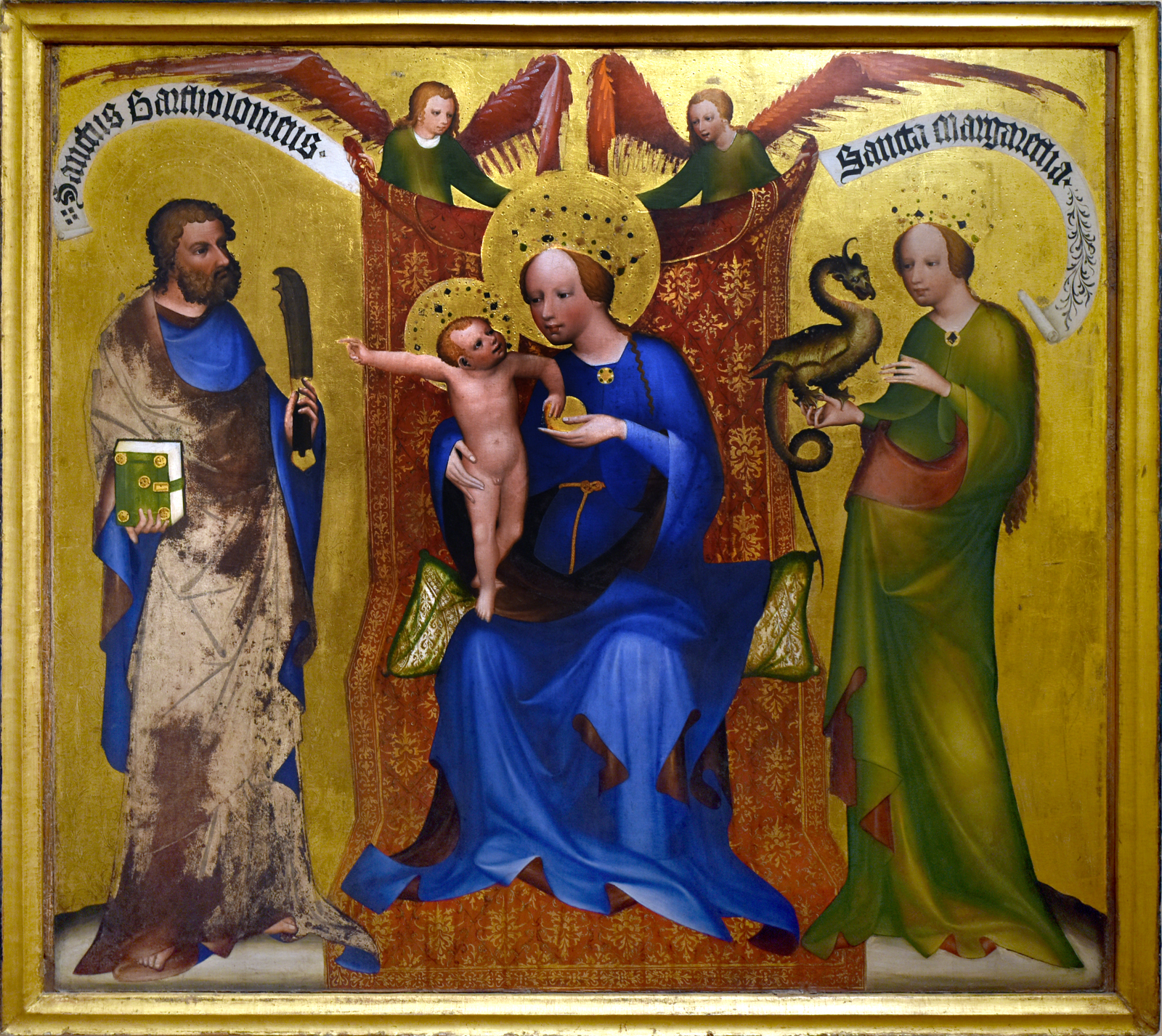
Madona mezi sv. Bartolomějem a sv. Markétou (kolem roku 1390; Národní památkový ústav v Českých Budějovicích obraz zapůjčil Alšově jihočeské galerii v Hluboké nad Vltavou, ČR)

Již jen omezený vliv Mistra třeboňského oltáře lze zjistit na trojdílném obraze s Ukřižováním, známém jako Cibulkův triptych, který bývá datován do období mezi roky 1380 a 1390. V těchto letech význam dílny zvolna končí a dílna zaniká někdy po roce 1390 snad v důsledku Mistrovy smrti. Přesto Mistrův vliv je doložitelný ještě kolem roku 1410, což dokládá křídlový oltář ze zámku Pähl datovaný do období mezi roky 1400 a 1410 (dnes Bayerisches Nationalmuseum, Mnichov, Německo).

## Malířská tvorba
První zpráva o existenci dvou desek nacházejících se v kostelíku ve Svaté Majdaléně se objevila v Časopise Národního Musea v roce 1843. Jejich vznik byl spojován s tvorbou neznámého malíře pojmenovaného podle místa určení retáblu a podle pozdějšího nálezu celkově tří desek s pašijovými výjevy pocházejícími z původně klášterního kostela sv. Jiljí v Třeboni, za Mistra třeboňského. Od té doby se odvíjí dlouhá řada publikovaných úvah věnovaných oltářním deskám i jejich hypotetickému autorovi. Teprve restaurátorský průzkum desek Třeboňského mistra, provedený v 60. a na začátku 70. let 20. století, potvrdil nejen společný původ tří oboustranně malovaných desek, jejich sesazení ze šesti smrkových prken spojených kolíčky, oboustranné překrytí těchto desek lněným plátnem, ale především způsob nanášení podkladu a barevných vrstev., Smrkové desky byly použity i u dalších dvou vyobrazení (Adorace Krista a Ukřižování ze sv. Barbory), zatímco u menších obrazů (Madona roudnická, Madona Ara Coeli a Církvická deska) malíř použil desky z lipového dřeva. Všechny deskové obrazy byly vloženy do rámů podobných těm u obrazů Madona roudnická a Madona Ara Coeli. Na desky bylo upevněno plátno, na které byla nanesena vrstva křemičité hlinky ještě překrytá vrstvou přírodní křídy. Pozdější analýza ukázala, že i křídová vrstva má několik podvrstev pocházejících z různých přírodních zdrojů. Následně byla štětcem provedena podkresba železitou červení, výjimečně černou barvou. Vedle štětcové podkresby byla provedena i kresba rytá. Rytina většinou vymezovala místa pokovovení za použití vodných nebo olejových pojidel. Teprve po této přípravě byly vrstveny barevné lazury počínaje olovnatou bělobou, na kterou byla nanesena jedna nebo dvě barevné vrstvy. Touto vrstvící technikou bylo dosahováno konečného barevného efektu. Restaurátory odhalená příprava desek, nanášení podkladu a vrstvení barevných lazur umožnila s definitivní platností určit osm desek, které lze přisoudit Třeboňskému mistru a jeho dílně.

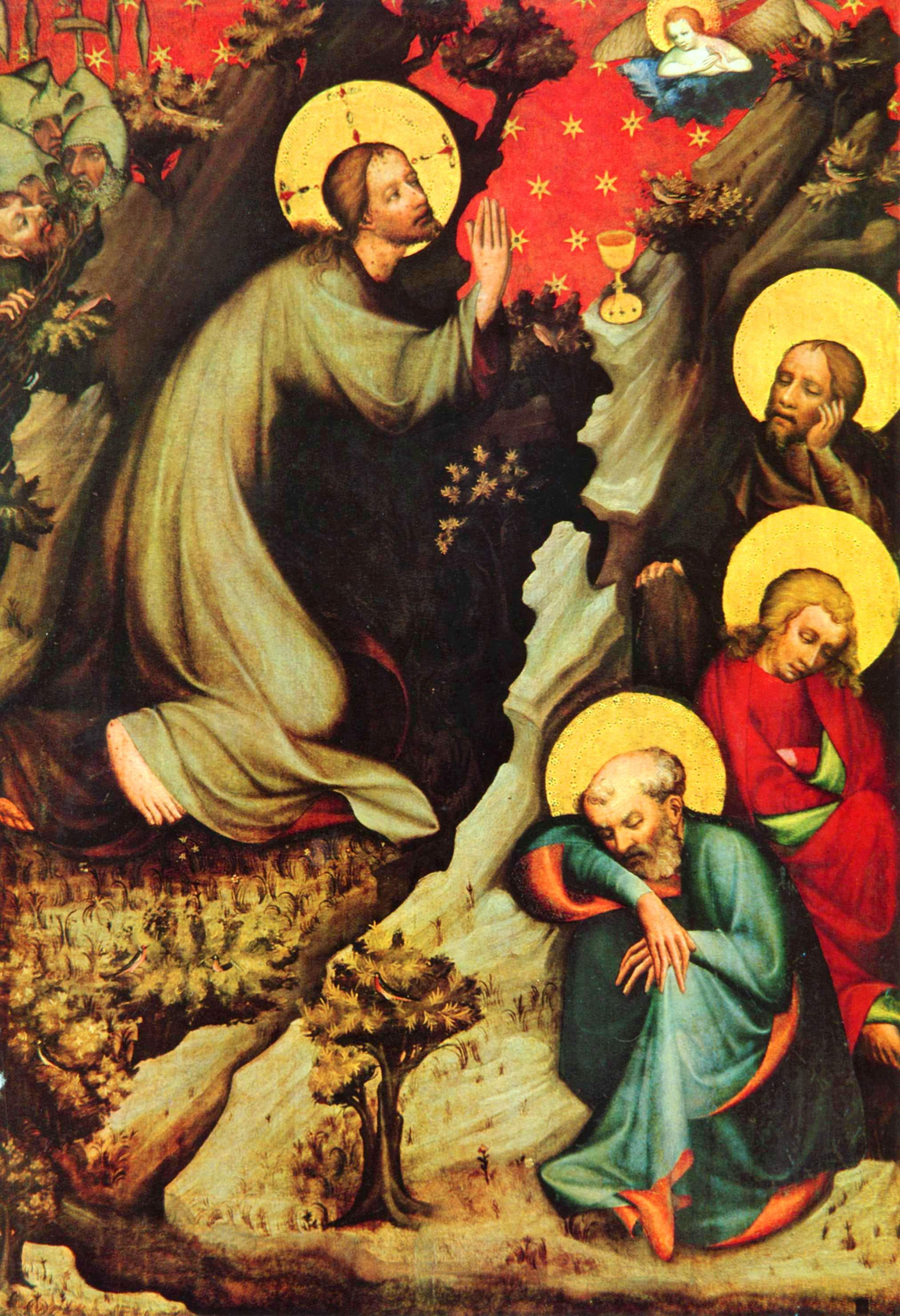
Kristus na Olivetské hoře (vnější strana oboustranně malované desky Třeboňského oltáře; kolem 1380, Národní galerie, Praha, ČR)

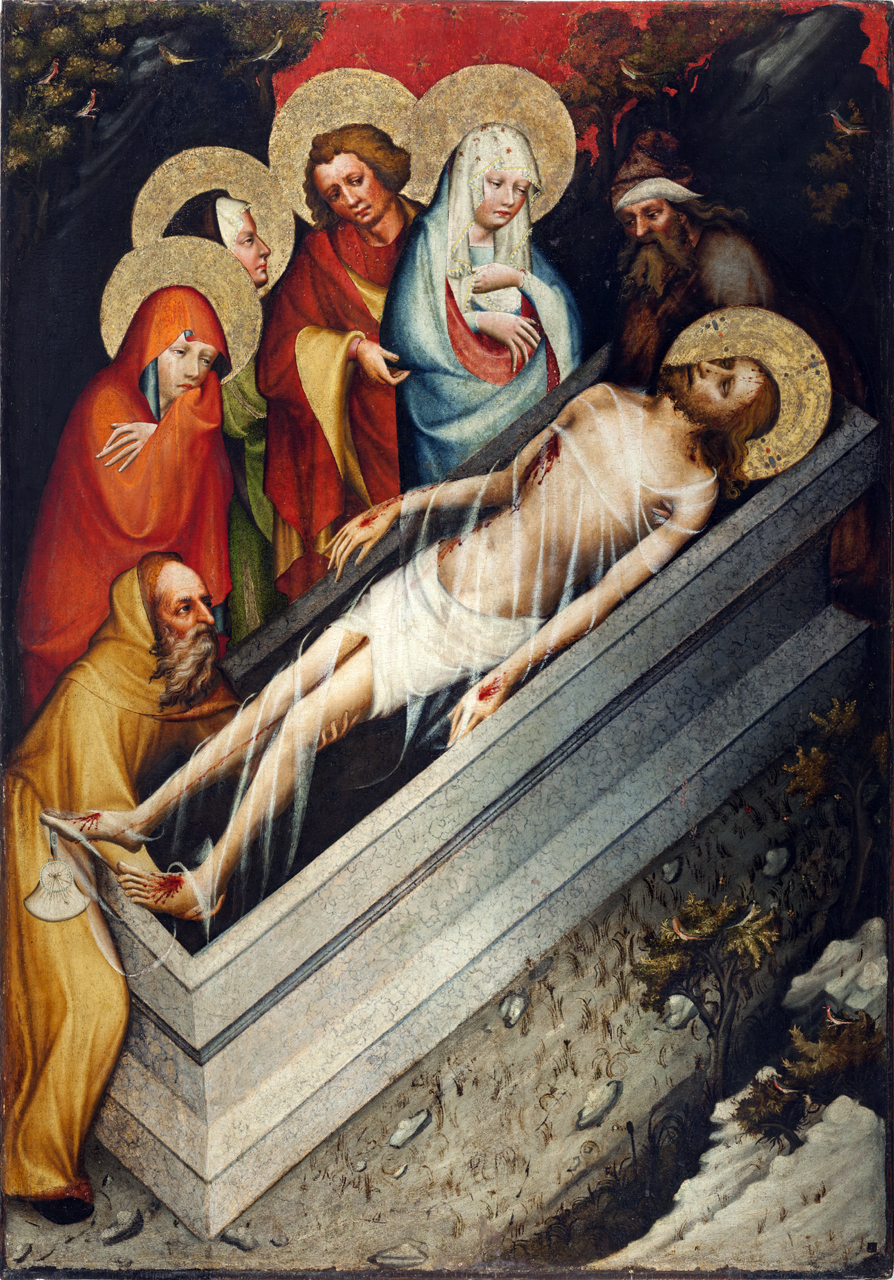
Kladení Krista do hrobu (vnější strana oboustranně malované desky Třeboňského oltáře; kolem 1380, Národní galerie, Praha, ČR)

Kompozičně Třeboňský mistr využíval diagonálního uspořádání, které je typické pro všechny tři pašijové výjevy. Výraznou diagonálu najdeme na desce Kristus na Olivetské hoře, kde skála odděluje modlícího se Krista od spících apoštolů na jedné straně a přicházejícího Jidáše s vojáky na straně druhé. Na deskách Vzkříšení a Kladení Krista do hrobu diagonálu tvoří tumba nad níž se vznáší zmrtvýchvstalý Kristus, v druhém případě byl do ní uložen. Vedle diagonály se v pašijových výjevech objevuje také elipsa, která je dobře patrná ve výjevu Kladení Krista do hrobu. A tak nejen diagonála, ale i elipsa malíři dovolovala organizovat prostor novým způsobem.

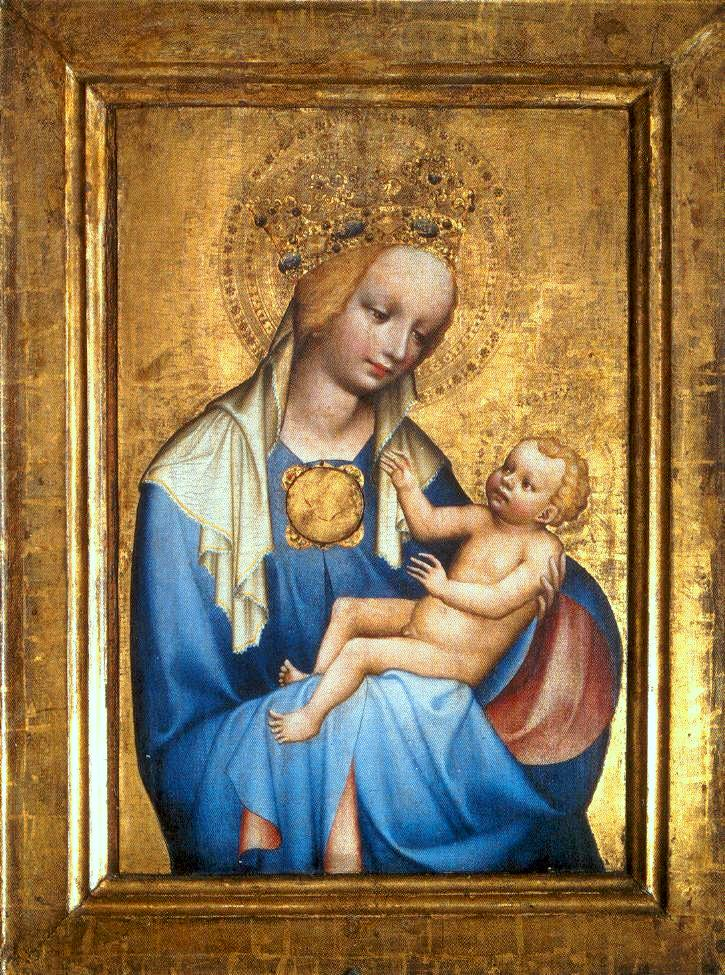
Madona roudnická (Mistr třeboňského oltáře, 1385/90; lipové dřevo potažené plátnem; Národní galerie, Praha, ČR)

Také na desce Madony roudnické, pocházející z kostela sv. Václava při kapucínském klášteře v Roudnici nad Labem, je patrná diagonála tvořená postavou nahého Ježíška, kterého drží v náručí korunovaná Panna Maria představující tzv. Reginu Coeli. Krásná tvář Panny Marie souvisí s popisem Matky Boží a jejího syna, který učinil pražský arcibiskup Jan z Jenštejna po zjevení, které měl v roce 1388. Je proto považován i za možného objednavatelem tohoto díla. Tento milostný obraz byl současně i obrazem ostatkovým, neboť v agrafě byla uložena částečka z Mariina zkrvaveného roucha. Analýza ikonografie a barevné exprese Roudnické madony je velmi blízká následnému období tzv. Krásných Madon vyznačujících se výrazovou krásou tváře a citovým vztahem mladé matky k roztomilému dítěti. Obraz tak směřoval k ideálu krásy, kterému se na přelomu 14. a 15. století v Čechách dostalo označení Krásný sloh. Z historického pohledu je však vztah jednotlivých historiků k tomuto označení nejednoznačný. Opakovaně je však možné se setkat s tezí, že Mistr třeboňského oltáře nebyl protagonistou, ale nepochybně byl předchůdcem tohoto „krásného stylu“. Nicméně, ani nedávná práce významněji neposunula toto označení k jednoznačnějšímu pohledu na tento dnes již historický pojem.

## Umělecko-historický význam díla Mistra třeboňského oltáře
Anonymní Mistr třeboňský vyšel z domácí umělecké tradice, kterou obohatil o malířské prvky pocházející nejen z Francie, ale i z Itálie. V konečném výsledku nastolil kult fyzické a duševní krásy, který přesáhl středoevropské kulturní prostředí. Svou tvorbou vytvořil nejen pro české, ale i pro evropské malířství vývojovou etapu vedoucí hluboko do 15. století. Mistra třeboňského lze proto považovat za největší postavu české gotické malby.